# PGA Tour Champions
Die PGA Tour Champions ist eine nordamerikanische Turnierserie für professionelle Golfspieler ab dem Alter von 50 Jahren, die von der PGA Tour betreut wird und jährlich etwa 30 Turniere abhält.
Diese Senioren-Tour entstand aus einem überaus erfolgreichen Event im Jahre 1978, der Legends of Golf, in dem Zweimann-Teams, gebildet aus berühmten Golfern vergangener Tage, gegeneinander antraten. Ursprünglich hieß die Turnierserie Senior PGA Tour, ab 2002 dann Champions Tour, bevor sie 2016 die jetzige Bezeichnung erhielt. Nach Erreichen der notwendigen Altersgrenze haben hier schon einige der besten Berufsgolfer aller Zeiten, wie Arnold Palmer, Jack Nicklaus und Gary Player, sowie eine Vielzahl an ehemaligen, mehrfachen Majors-Siegern mitgespielt bzw. sind wie Bernhard Langer aktive Teilnehmer. Der Name der Tour hat also seine Berechtigung.
In der Saison 2007 fanden alle Events mit Ausnahme der Senior British Open in den USA statt. Das garantierte Preisgeld belief sich auf insgesamt 54,1 Mio. US$, das sind ca. 20 % des in der PGA Tour ausgeschütteten Preisgeldes und in etwa so viel wie jenes der Damentour (LPGA Tour). Für 2008 wurde ein zusätzliches Turnier in der Dominikanischen Republik aufgenommen, das garantierte Preisgeld für die dann 29 Veranstaltungen belief sich auf 55,2 Mio. US$.
2014 gab es 26 Turniere mit einem Gesamtpreisgeld von 51,7 Mio. US$, die außer zwei Turnieren in Kanada und der Senior British Open in den USA gespielt wurden.
Aufgrund der COVID-19-Pandemie wurde die Saison 2020 Mitte März unterbrochen. Die für die Folgemonate angesetzten Turniere wurden abgesagt oder auf einen späteren Termin verschoben. Am 14. Mai 2020 gab die Tourleitung bekannt, dass die Turniere der Jahre 2020 und 2021 zu einer Saison zusammengefasst wurden. Eine Saisonwertung gab es daher erst wieder Ende 2021. Der Spielbetrieb wurde mit The Ally Challenge at Warwick Hills in Grand Blanc, Michigan, am 31. Juli 2020 fortgesetzt.
Die meisten Turniere werden über drei Runden (54 Löcher) ausgespielt, eine Runde weniger als bei den üblichen Zählwettspiel-Veranstaltungen von Berufsgolfern. Deshalb gibt es üblicherweise auch keinen Cut. Bei den fünf Senior Major Championships geht es allerdings über vier Runden, was den tatsächlich stärksten Spielern eine bessere Siegchance verschafft. Weiter ist es den Teilnehmern erlaubt, bei den meisten Turnieren ein Golfmobil zu verwenden, wobei auch hier die Senior Majors und einige andere Events, wie Pro-Ams, ausgenommen sind. Das ist sonst bei regulären Profiturnieren strikt untersagt.

## Senior Major Championships
- Senior PGA Championship (erstmals 1937; Champions Tour Major seit 1980)
- U.S. Senior Open (Champions Tour Major seit Erstaustragung 1980)
- Senior Players Championship (Champions Tour Major seit Erstaustragung 1983)
- The Senior Open Championship (erstmals 1987; Champions Tour Major seit 2003)
- The Tradition (Champions Tour Major seit Erstaustragung 1989)

## Gewinner der Geldrangliste
| Jahr    | Gewinner          | Preisgeld (in US$) | Meiste Siege |
| ------- | ----------------- | ------------------ | --- |
| 2024    | Steven Alker      | 2.447.588          | 3: Ernie Els, Padraig Harrington, Stephen Ames                                                                  |
| 2023    | Steve Stricker    | 3.986.063          | 6: Steve Stricker                                                                                               |
| 2022    | Steven Alker      | 3.544.425          | 4: Steven Alker, Padraig Harrington, Steve Stricker                                                             |
| 2020/21 | Bernhard Langer   | 3.255.499          | 4: Phil Mickelson                                                                                               |
| 2019    | Scott McCarron    | 2.534.090          | 3: Scott McCarron, Jerry Kelly                                                                                  |
| 2018    | Bernhard Langer   | 2.222.154          | 3: Paul Broadhurst, Vijay Singh, Steve Stricker                                                                 |
| 2017    | Bernhard Langer   | 3.677.359          | 7: Bernhard Langer                                                                                              |
| 2016    | Bernhard Langer   | 3.016.959          | 4: Bernhard Langer                                                                                              |
| 2015    | Bernhard Langer   | 2.340.288          | 4: Jeff Maggert                                                                                                 |
| 2014    | Bernhard Langer   | 3.074.189          | 5: Bernhard Langer                                                                                              |
| 2013    | Bernhard Langer   | 2.448.428          | 3: Kenny Perry                                                                                                  |
| 2012    | Bernhard Langer   | 2.140.296          | 2: Michael Allen, Roger Chapman, Fred Couples, David Frost, Fred Funk, Bernhard Langer, Tom Lehman, Willie Wood |
| 2011    | Tom Lehman        | 2.081.526          | 3: Tom Lehman, John Cook                                                                                        |
| 2010    | Bernhard Langer   | 2.648.939          | 5: Bernhard Langer                                                                                              |
| 2009    | Bernhard Langer   | 2.139.451          | 4: Bernhard Langer                                                                                              |
| 2008    | Bernhard Langer   | 2.035.073          | 3: Bernhard Langer, Eduardo Romero                                                                              |
| 2007    | Jay Haas          | 2.581.001          | 4: Jay Haas |
| 2006    | Jay Haas          | 2.420.227          | 4: Jay Haas, Loren Roberts                                                                                      |
| 2005    | Dana Quigley      | 2.170.258          | 4: Hale Irwin                                                                                                   |
| 2004    | Craig Stadler     | 2.306.066          | 5: Craig Stadler                                                                                                |
| 2003    | Tom Watson        | 1.853.108          | 3: Craig Stadler                                                                                                |
| 2002    | Hale Irwin        | 3.028.304          | 4: Bob Gilder, Hale Irwin                                                                                       |
| 2001    | Allen Doyle       | 2.553.582          | 5: Larry Nelson                                                                                                 |
| 2000    | Larry Nelson      | 2.708.005          | 6: Larry Nelson                                                                                                 |
| 1999    | Bruce Fleisher    | 2.515.705          | 7: Bruce Fleisher                                                                                               |
| 1998    | Hale Irwin        | 2.861.945          | 7: Hale Irwin                                                                                                   |
| 1997    | Hale Irwin        | 2.343.364          | 9: Hale Irwin                                                                                                   |
| 1996    | Jim Colbert       | 1.627.890          | 5: Jim Colbert                                                                                                  |
| 1995    | Jim Colbert       | 1.444.386          | 4: Jim Colbert, Bob Murphy                                                                                      |
| 1994    | Dave Stockton     | 1.402.519          | 6: Lee Trevino                                                                                                  |
| 1993    | Dave Stockton     | 1.175.944          | 5: Dave Stockton                                                                                                |
| 1992    | Lee Trevino       | 1.027.002          | 5: Lee Trevino                                                                                                  |
| 1991    | Mike Hill         | 1.065.657          | 5: Mike Hill |
| 1990    | Lee Trevino       | 1.190.518          | 7: Lee Trevino                                                                                                  |
| 1989    | Bob Charles       | 725.887            | 5: Bob Charles                                                                                                  |
| 1988    | Bob Charles       | 533.929            | 5: Bob Charles, Gary Player                                                                                     |
| 1987    | Chi Chi Rodriguez | 509.145            | 7: Chi Chi Rodriguez                                                                                            |
| 1986    | Bruce Crampton    | 454.299            | 7: Bruce Crampton                                                                                               |
| 1985    | Peter Thomson     | 386.724            | 9: Peter Thomson                                                                                                |
| 1984    | Don January       | 328.597            | 4: Miller Barber                                                                                                |
| 1983    | Don January       | 237.571            | 6: Don January                                                                                                  |
| 1982    | Miller Barber     | 106.890            | 3: Miller Barber                                                                                                |
| 1981    | Miller Barber     | 83.136             | 3: Miller Barber                                                                                                |
| 1980    | Don January       | 44.100             | 1: Roberto DeVicenzo, Don January, Arnold Palmer, Charlie Sifford                                               |

## Weblink
- Offizieller Webauftritt (englisch)